# نیکولا دونازان
نیکولا دونازان (انگلیسی: Nicola Donazzan؛ زادهٔ ۸ ژانویهٔ ۱۹۸۵) بازیکن فوتبال اهل ایتالیا است.
از باشگاه‌هایی که در آن بازی کرده‌است می‌توان به باشگاه فوتبال اینتر میلان، باشگاه فوتبال چیتادلا، و باشگاه فوتبال ساسولو اشاره کرد.